# Кавтарадзе, Сергей Иванович
Серге́й Ива́нович Кавтара́дзе (груз. სერგო ივანეს ძე
ქავთარაძე; 15 августа 1885, Зоврети, Кутаисская губерния — 17 октября 1971, Тбилиси) — активный участник революционного движения в Грузии и России, государственный деятель.

## Биография
Сергей Иванович Кавтарадзе родился 15 августа 1885 года в селе Зоврети Кутаисской губернии в дворянской семье.
В 1903 году вступил в РСДРП.
Кавтарадзе являлся членом Имеретино-Мингрельского комитета РСДРП с 1904 по 1906 годы. С 1912 по 1914 годы работал сотрудником газеты «Правда», а в 1915 году окончил Санкт-Петербургский университет. После февральской революции был редактором газеты «Кавказский рабочий». Принимал участие в работе VI съезда РСДРП(б) и выступал как делегат от Тифлиса на Общекавказском партсъезде, проходившем нелегально в октябре 1917 года. В июне 1918 года был председателем исполнительного комитета Владикавказского совета. С ноября 1917 по 1919 годы был членом Кавказского краевого комитета РСДРП(б) — РКП(б), а с августа по январь 1918 года — членом Народного Совета Терской Республики.
С мая 1920 по февраль 1921 года был советником Полномочного представительства РСФСР в Грузии, до мая 1921 года работал председателем Батумского и Аджарского ревкомов, после установления Советской власти в Грузии — заместителем председателя Ревкома Грузии и наркомом юстиции, а с 28 февраля 1922 по январь 1923 года Кавтарадзе работал председателем Совнаркома Грузии.
В 1922 году вместе с Ф. Махарадзе, Б. Мдивани и рядом других грузинских большевиков выступил против Сталина по вопросу об автономизации Грузии, за что был обвинён в национал-уклонизме. С 1923 по 1924 годы работал советником советского посольства в Анкаре, а с 1924 по 1927 годы — первым заместителем прокурора Верховного суда СССР.
С 1923 года Кавтарадзе принадлежал к Левой оппозиции, а в декабре 1927 года, на XV съезде ВКП(б), в числе 75 «активных деятелей троцкистской оппозиции» был исключён из партии и выслан в Оренбургскую губернию. 24 декабря 1928 года был арестован в ссылке и 5 января 1929 года выслан на 3 года в Среднюю Азию, но 25 января 1929 года постановление о высылке было отменено, Кавтарадзе был осуждён к 3 годам лишения свободы и помещён в Тобольский политизолятор. После подачи заявления об отходе от оппозиции в 1931 году Кавтарадзе был освобождён.
С 1931 по 1936 годы работал в редакции художественной литературы в Москве. 7 октября 1936 года Сергей Кавтарадзе был вновь арестован, но, в отличие от других оппозиционеров, не был осуждён, по другим сведениям, был приговорён к расстрелу по обвинению в попытке убийства Сталина и провёл в камере смертников один год. 13 декабря 1939 года освобождён. В 1940 году был восстановлен в партии.
С 1941 года Кавтарадзе на службе в министерстве (до 1946 года — наркомат) иностранных дел СССР. В 1941—1943 годах заведующий Средневосточным отделом НКИД СССР. В 1943—1945 годах заместитель наркома иностранных дел СССР, принимал участие в Ялтинской и Потсдамской конференциях.
С 15 августа 1945 по 7 июля 1952 года — посол СССР в Румынии. С июля 1952 по 1954 год был советником МИД СССР.
В 1954 году ушёл в отставку. В 1961 году принимал участие в качестве делегата в XXII съезде КПСС.
Сергей Иванович Кавтарадзе умер 17 октября 1971 года в Тбилиси.

## Награды
- три ордена Ленина (в том числе 3 ноября 1944)
- два ордена Трудового Красного Знамени (в том числе 5 ноября 1945)
- медали[2]